# 活個精彩
是一部2019年美國喜劇劇情片，由尼爾·柏格執導，強·哈特梅（Jon Hartmere）撰寫劇本。其主演包括凱文·哈特、布萊恩·克萊斯頓、妮可·基嫚和格什菲·法拉哈尼。故事主要描述一位癱瘓的億萬富翁（克萊斯頓飾演）與近期被釋放的囚犯（哈特飾演）發生了不太可能的友誼。該片為2011年法國電影《逆轉人生》的翻拍，其故事靈感取自菲利普·波佐·迪博戈的真實生活；這也是繼印度電影《Oopiri》和阿根廷電影（均為2016年）後對《逆轉人生》的第三次翻拍。
英語版翻拍於2011年7月首次宣布。克里斯·洛克、伊卓瑞斯·艾巴、柯林·佛斯和潔西卡·雀絲坦都傳聞是片商考慮的演員，而導演人選則如保羅·費格與賽門·柯提斯。哈特於2014年10月正式簽約，克萊斯頓於2016年3月簽約加入，而柏格則於8月簽約執導。主要拍攝於2017年1月在費城開始進行。
《活個精彩》於2017年9月8日在多倫多國際影展上首映。STX影業和燈籠娛樂將該片定於2019年1月11日在美國上映，這也是燈籠娛樂發行的第一部電影。《活個精彩》在全球取得1.17億美元的票房；影評界多半讚賞哈特和克萊斯頓的互動及表現，但批評劇情是「好猜且老套」。

## 劇情
故事敘述億萬富翁菲利浦在因事故而造成四肢癱瘓後，必須請看護來照顧自己，這也使他的心境陷入低迷；接下了這份工作的是為了展開全新生活的前科犯戴爾，古怪個性的他為菲利浦帶來了意外和驚喜，這段友誼也使彼此的人生有著前所未有的改變。

## 演員
- 凱文·哈特 飾 戴爾·史考特（Dell Scott）
- 布萊恩·克萊斯頓 飾 菲利浦·拉卡斯（Phillip Lacasse）
- 妮可·基嫚 飾 伊馮娜·彭德爾頓（Yvonne Pendleton）
- 雅佳·娜歐蜜·金 飾 拉翠絲（Latrice）
- 茱莉安娜·瑪格里斯 飾 莉莉（Lily）
- 塔特·多諾萬 飾 卡特·洛克（Carter Locke）
- 格什菲·法拉哈尼 飾 瑪加娜·「瑪姬」·古普塔醫生（Dr. Magana "Maggie" Gupta）
- 吉納維芙·安吉森（英语：Genevieve Angelson） 飾 珍妮（Jenny）

## 發行
《活個精彩》於2017年9月8日在多倫多國際影展上舉行全球首映。該片最初定於2018年3月9日在美國上映；但於2018年1月，因哈维·温斯坦性骚扰事件爆發後，該片被溫斯坦影業從檔期表拉出，並改到2018年的一個未知日期。
2018年8月，據報導，STX娛樂和燈籠娛樂（前身為溫斯坦影業）將合作發行《活個精彩》。該片於2019年1月11日在美國上映。STX花費不到3000萬美元來宣傳該片，其中包括700萬美元的電視廣告。
2019年11月18日，《触不可及》在中国大陆举行了超前点映。21日，电影同名推广曲《触不可及》在各大音乐平台上线。22日，电影《触不可及》在中国大陆各大院线正式上映。

### 評價
爛番茄根據171條評論，持有40%的新鮮度，平均得分5.25／10。在Metacritic上，電影獲得了46分，整體獲得的評價以負面居多。

### 票房
北美累计1.059亿美元。
| 上一届： 《水行俠》 | 2019年美國週末票房冠軍 第2週 | 下一届： 《異裂》 |

## 外部連結
- 互联网电影数据库（IMDb）上《活個精彩》的资料（英文）
- AllMovie上《活個精彩》的资料（英文）
- Metacritic上《活個精彩》的資料（英文）
- Box Office Mojo上《活個精彩》的資料（英文）
- 爛番茄上《活個精彩》的資料（英文）
- 開眼電影網上《活個精彩》的資料（繁體中文）
- Yahoo奇摩電影上《活個精彩》的資料（繁體中文）
- 雅虎香港電影上《活個精彩》的資料（繁體中文）
- 时光网上《活個精彩》的資料（简体中文）
- 豆瓣电影上《活個精彩》的資料 （简体中文）